# Records d'Australie de cyclisme sur piste
Les records d'Australie  de cyclisme sur piste sont les meilleures performances réalisées par des pistards australiens.

## Hommes
| Épreuve                                         | Record      | Cycliste                                                | Date           | Compétition            | Lieu                              | Ref   |
| ----------------------------------------------- | ----------- | ------------------------------------------------------- | -------------- | ---------------------- | --------------------------------- | ----- |
| Sprint sur 200 mètres, départ lancé             | 9.091       | Matthew Richardson                                      | 7 août 2024    | Jeux olympiques        | Saint-Quentin-en-Yvelines, France | [ 1 ] |
| Kilomètre contre-la-montre, départ arrêté       | 58.526      | Matthew Glaetzer                                        | 8 août 2023    | Championnats du monde  | Glasgow, Royaume-Uni              | [ 2 ] |
| Sprint sur 750 mètres par équipes départ arrêté | 41.597      | Matthew Glaetzer Leigh Hoffman Matthew Richardson       | 6 août 2024    | Jeux olympiques        | Saint-Quentin-en-Yvelines, France | [ 3 ] |
| Poursuite individuelle sur 4 000 mètres         | 4:07.356    | Conor Leahy                                             | 3 avril 2022   | Championnats d'Océanie | Brisbane, Australie               | [ 4 ] |
| Poursuite par équipes sur 4 000 mètres          | 3:40.958 RM | Oliver Bleddyn Sam Welsford Conor Leahy Kelland O'Brien | 6 août 2024    | Jeux olympiques        | Saint-Quentin-en-Yvelines, France | [ 5 ] |
| Record de l'heure                               | 52.491 km   | Rohan Dennis                                            | 8 février 2015 |                        | Granges, Suisse                   | [ 6 ] |

## Femmes
| Épreuve                                         | Record    | Cycliste                                               | Date            | Compétition            | Lieu                              | Ref    |
| ----------------------------------------------- | --------- | ------------------------------------------------------ | --------------- | ---------------------- | --------------------------------- | ------ |
| Sprint sur 200 mètres, départ lancé             | 10.310    | Kristina Clonan                                        | 9 août 2024     | Jeux olympiques        | Saint-Quentin-en-Yvelines, France | [ 7 ]  |
| Contre-la-montre sur 500 mètres, départ arrêté  | 32.836    | Anna Meares                                            | 6 décembre 2013 | Coupe du monde         | Aguascalientes, Mexique           | [ 8 ]  |
| Sprint sur 500 mètres par équipes départ arrêté | 32.255    | Kaarle McCulloch Stephanie Morton                      | 27 février 2019 | Championnats du monde  | Pruszków, Pologne                 | [ 9 ]  |
| Sprint sur 750 mètres par équipes départ arrêté | 47.603    | Molly McGill Kristina Clonan Alessia McCaig            | 24 mars 2023    | Championnats d'Océanie | Brisbane, Australie               | [ 10 ] |
| Poursuite individuelle sur 3 000 mètres         | 3:19.994  | Maeve Plouffe                                          | 4 février 2022  |                        | Brisbane, Australie               | [ 11 ] |
| Poursuite par équipes sur 3 000 mètres          | 3:16.935  | Annette Edmondson Melissa Hoskins Josephine Tomic      | 4 août 2012     | Jeux olympiques        | Londres, Royaume-Uni              | [ 13 ] |
| Poursuite par équipes sur 4 000 mètres          | 4:08.612  | Georgia Baker Sophie Edwards Chloe Moran Maeve Plouffe | 6 août 2024     | Jeux olympiques        | Saint-Quentin-en-Yvelines, France | [ 14 ] |
| Record de l'heure                               | 46.882 km | Bridie O'Donnell                                       | 22 janvier 2016 |                        | Adélaïde, Australie               | [ 15 ] |